# Weekend Nachos
Weekend Nachos là một ban nhạc powerviolence người Mỹ thành lập tại DeKalb, Illinois.

## Lịch sử
Weekend Nachos thành lập năm 2004, và cùng năm họ phát hành một tập hợp các demo được thu âm trước đó. Ban nhạc phát hành EP đầu tay, tên Torture một năm sau đó qua hãng đĩa Tooth Decay Records. Năm 2006, Weekend Nachos thu và phát hành một split với Chronic Bleeding Syndrome qua Force Fed Records. Năm 2007, Ban nhạc phát hành album phòng thu đầu tay, Punish and Destroy qua Cowabunga Records. Họ phát hành album thứ hai, Unforgivable, năm 2009 qua Relapse Records. Ban nhạc ra mắt album thứ ba, Worthless, năm 2011 cũng qua Relapse Records. Cũng trong năm 2011, EP Black Earth được công bố và phát hành. Ban nhạc làm một split EP với Lack of Interest năm 2012. Năm 2013, ban nhạc phát hành album thứ tư Still.

## Đĩa nhạc
Album phòng thu
- Demo #1 (2004)
- Punish and Destroy (2007, Cowabunga Records)
- Unforgivable (2009, Relapse Records)
- Worthless (2011, Relapse Records)
- Still (2013, Relapse Records)

EPs and splits
- Torture (2005, Tooth Decay Records)
- Weekend Nachos / Chronic Bleeding Syndrome - It's A Wonderful Life (2006, Force Fed Records)
- Bleed (2010, Relapse Records)
- Black Earth (2011, A389 Recordings)
- Weekend Nachos / Lack of Interest (2012, Deep Six Records)
- Watch You Suffer (2012, A389 Recordings)
- Weekend Nachos / Wojczech - Live At Fluff Fest (2014, Regurgitated Semen Records)
- Weezer Nachos (2015, Run For Cover Records)

Compilations
- Two Things At Once (2011, Cowabunga Records)

Miscellaneous
- Untitled (2008, Drugged Conscience Records)
- Punish and Destroy / Torture (2008, Regurgitated Semen Records)
- High Pressure (2015, Blast For Humanity Records)